# Ruby (Macy Gray)
Ruby è il decimo album in studio della cantante statunitense Macy Gray, pubblicato nel 2018.

## Tracce
1. Buddha – 4:11 (Johan Carlsson, Macy Gray)
2. Cold World – 3:06 (Macy Gray, Kelly Lumpkins, Thomas Lumpkins)
3. Over You – 3:46 (Johan Carlsson, Macy Gray, Thomas Lumpkins)
4. White Man – 3:13 (Bianca Atterberry, Tommy Brown, Michael Foster, Macy Gray, Thomas Lumpkins, Travis Sayles, Ryan Tedder)
5. Tell Me – 3:30 (Johan Carlsson, Rama Duke, Macy Gray, Mika Lett, Phillip Anthony White)
6. Sugar Daddy – 3:38 (Bianca Atterberry, Tommy Brown, Macy Gray, Thomas Lumpkins, Meghan Trainor)
7. When It Ends – 4:42 (Scott Bruzenak, Macy Gray, Thomas Lumpkins, Britten Newbill)
8. Just Like Jenny – 2:58 (Bianca Atterberry, Tommy Brown, Macy Gray, Thomas Lumpkins)
9. Jealousy – 3:49 (Johan Carlsson, Ross Golan, Macy Gray)
10. Shinanigins – 2:42 (Bianca Atterberry, Macy Gray, Tahmel Hinds, Trevor Lawrence Jr., Thomas Lumpkins)
11. But He Loves Me – 3:41 (Tamir Barzilay, Macy Gray, Jonathan Jackson Jr.)
12. Witness – 4:16 (Austin Brown, Macy Gray, Anton Göransson, Viktoria Hansen, Thomas Lumpkins, Isabella Sjostrand)